# World Fighting League
World Fighting League (WFL) is een Nederlandse vechtsportorganisatie, opgericht in 2014, die kickboks- en MMA-wedstrijden organiseert op professioneel niveau. De evenementen vinden plaats in Topsportcentrum Almere en worden uitgezonden op Spike TV. De organisatie werd opgericht door kickbokser en mixed martial artist Melvin Manhoef.